# Abbazia di Mogiła
L'abbazia di Mogiła (in polacco Opactwo Cystersów w Mogile, in latino Abbatia B.M.V. de Clara Tumba) è un'abbazia cistercense situata a Cracovia, in Polonia.